# Multioppia shinanoensis
Multioppia shinanoensis är en kvalsterart som beskrevs av Fujita 1989. Multioppia shinanoensis ingår i släktet Multioppia och familjen Oppiidae. Inga underarter finns listade i Catalogue of Life.